# 复兴区 (邯郸市)
复兴区是河北省邯郸市下辖的一个市辖区。區人民政府駐鐵西北大街161號。
复兴區域以全市三百分之一的土地面積創造了對全市經濟十分之一貢獻率，復興區因此而得名。復興區建於1980年10月，原為邯鄲市市區的一部分，與叢台區、邯山區同時建立。

## 行政区划
复兴区下辖7个街道办事处、2个镇、3个乡：
胜利桥街道、百家村街道、铁路大院街道、化林路街道、庞村街道、二六七二街道、石化街道、户村镇、彭家寨乡和康庄乡。

## 人口
根據第七次人口普查數據，截至2020年11月1日零時，復興區常住人口為319,980人。